# Время жить (фильм, 2024)
«Время жить» (англ. We Live in Time) — художественный фильм режиссёра Джона Кроули по сценарию Ника Пейна. Главные роли в фильме исполнят Флоренс Пью и Эндрю Гарфилд.
Премьера состоялась 11 октября 2024 года.

## Сюжет
Представитель Weetabix Тобиас Дюран, покупая ручку, чтобы подписать документы о разводе, вышел на дорогу и был сбит автомобилем, за рулем которого сидела Алмут Брюль, бисексуалка, бывшая фигуристка, а ныне шеф-повар баварской фьюжн-кухни. В больнице Алмут предлагает Тобиасу и его жене поужинать в ресторане, где она работает, хотя Тобиас не сообщает ей о своем разводе. Вечером, во время ужина, Тобиас, который теперь живет один, идет в ресторан без жены, сообщая Алмут о своем разводе. После ужина они вдвоем идут в квартиру Алмут и занимаются сексом. Вскоре после этого они начинают жить вместе.
Несколько месяцев спустя Тобиас говорит Алмут о своем желании создать с ней семью и о том, что он начал влюбляться в нее. Алмут дает ему грубый отпор, и Тобиас уходит, не сказав ни слова. Позже Тобиас прокрадывается на детскую вечеринку у одной из коллег Алмут и извиняется перед ней за свою поспешность, одновременно критикуя то, как она отреагировала на него перед всеми гостями. Он еще раз признается ей в любви, и они мирятся.
Алмут обнаруживает, что у нее рак яичника, и объясняет Тобиасу, что ее гинеколог рекомендовал ей сделать гистерэктомию, чтобы предотвратить обострение рака. Хотя Тобиас намерен уважать решение Алмут, она предпочитает проходить лечение до тех пор, пока ее рак в конечном итоге не перейдет в стадию ремиссии. После многочисленных попыток зачать ребенка Тобиас и Алмут радуются, когда ей удается забеременеть. В канун Нового года она рожает девочку в туалете на автозаправочной станции после того, как их с Тобиасом машина застряла в пробке по дороге в больницу.
Примерно через 3 года Алмут, которая теперь работает шеф-поваром в своем собственном крупном ресторане и переехала с семьей в небольшой коттедж и на ферму, начинает чувствовать боли в пояснице. На приеме у врача Алмут и Тобиас узнают, что ее рак перешел в 3-ю стадию и что ей необходимо как можно скорее начать химиотерапию, прежде чем будет проведена какая-либо операция по удалению опухоли, хотя гарантии выживания по-прежнему нет. Алмут, не решающаяся снова проходить курс лечения, предлагает прожить «6-8 прекрасных месяцев» вместо того, чтобы провести свои возможные последние месяцы в болезни и мучениях. Они объясняют ситуацию своей маленькой дочери Элле. После того, как Тобиас наконец предлагает Алмут выйти за него замуж, она принимает решение пройти курс лечения.
Примерно в то же время, когда Алмут поставили диагноз, один из ее коллег, Саймон, пригласил ее принять участие в «Золотом кубке», самом престижном кулинарном конкурсе в мире. Несмотря на то, что ее тренировки противоречили как ее лечению, так и свадьбе, она соглашается участвовать в соревнованиях; Альмут и ее подруга Джейд выигрывают отборочные соревнования в Великобритании и выходят в финал, но он назначен в Италии в день предполагаемой церемонии бракосочетания Алмут и Тобиаса. Когда Тобиас узнает об этом, он сердито ругает ее за то, что она предпочла соревнование своей жизни и семье, на что Алмут отвечает, что предпочла бы, чтобы ее дочь помнила ее как опытного шеф-повара, а не просто как человека, который умер у неё на глазах. Тобиас неохотно отменяет их свадьбу и позволяет Алмут продолжить подготовку к финалу.
В Италии, в июне, Тобиас и Элла посещают финал конкурса «Золотой Кубок» и наблюдают, как Алмут готовит. Когда слабеющая Алмут начинает запинаться в конце приготовления последнего блюда, она позволяет Джейд взять инициативу в свои руки, и они успешно заканчивают готовку вовремя. После этого Алмут сразу же уходит с Тобиасом и их дочерью, и они отправляются кататься на коньках на близлежащий каток.
Некоторое время спустя Тобиас и Элла возвращаются домой из своего курятника одни вместе со своей новой собакой, которую Алмут и Тобиас ранее рассматривали возможность завести для Эллы, чтобы помочь ей психологически, если ее мать умрет. Затем Тобиас учит свою дочь разбивать яйца точно так же, как Алмут научила его.

## В ролях
- Флоренс Пью — Алмут
- Эндрю Гарфилд — Тобиас
- Дуглас Ходж — Реджинальд

## Производство
Автором сценария фильма выступил Ник Пэйн. Исполнительным продюсером фильма стал Бенедикт Камбербэтч со своей компанией SunnyMarch; также работой над фильмом занимается кинокомпания StudioCanal.
В марте 2023 года Эндрю Гарфилд и Флоренс Пью вели переговоры о том, чтобы сняться в фильме, о чем было объявлено вскоре после того, как Гарфилд и Пью вместе вручали награду на 95-й церемонии вручения премии «Оскар».
Съёмки начались в Лондоне в апреле 2023 года, а актёрский состав и съёмочная группа были размещены в Херн Хилл.
4 апреля появился первый кадр из фильма на котором двое главных героев прогуливаются в парке.
В мае 2023 года компания A24 приобрела права на прокат фильма в США. StudioCanal будет заниматься прокатом во Франции, Великобритании, Германии, Польше, Бенилюксе, Австралии и Новой Зеландии. В мае 2024 года компания A24 запланировала ограниченный кинотеатральный релиз фильма в США на 11 октября 2024 года.

## Отзывы и оценки
На сайте Rotten Tomatoes фильм имеет рейтинг 79 % основанный на 141 отзыве, со средней оценкой 7.1/10.
Бенджамин Ли из The Guardian поставил фильму 4 звезды из 5 и написал: «Я нашел его броский характер безмерно очаровательным, это большая, полнозвучная романтическая драма, которая точно знает, как заставить нас падать в обморок, а также заставить нас грустить. Надеюсь, у нас ещё будет время для подобных фильмов».
В своей неоднозначной рецензии для The New York Times Манола Даргис высоко оценила характер Алмут и игру Пью, но сочла, что фильм лишь «пытается быть современным». Гленн Уипп из Los Angeles Times дал схожую оценку игре актрисы, но гораздо более критично отозвался об остальной постановке. Аналогично, рецензия на The A.V. Club была весьма критична по отношению к фильму и его сюжету.
В рецензии Брайана Таллерико на RogerEbert.com отмечалось, что «хронологическая неразбериха станет разрушителем для некоторых людей, которым нравятся прямолинейные излияния», а в Variety Питер Дебрюгге задался вопросом, есть ли «способ разложить фильм по полочкам».